# インド空軍
インド空軍（インドくうぐん、ヒンディー語: भारतीय वायु सेना、英語: Indian Air Force、略称IAF）は、インドの空軍組織である。

## 概要
1932年10月8日設立され、現役 127,200人と、予備役140,000人合わせて 267,200人の人員と1500機以上の航空機（うち作戦用航空機は984機）を有し、機数ではアメリカ空軍やロシア空軍、中国空軍に次ぐ世界4位の規模の空軍である。
経済成長や中国軍拡への対抗などから陸軍や海軍と同じく、近年は装備の近代化に力を入れている。ロシアの開発したSu-30MKI約254機の調達を進めているほか、主力攻撃機のジャギュアは約半世紀前に初飛行を実施した旧型の機体であるが、強力な新型エンジンへの換装や各種電子装備の導入など、積極的な近代化が行われている。将来は国産のテジャスMK1/MK1A約120機、現在選定中のライセンス生産機約150機など多くの戦闘機の取得を計画している。また、インド独自開発のAMCAなど、高いステルス性を追求した第5世代ジェット戦闘機の研究開発も進めている。
インドの歴史的経緯や政治的背景などにより、初期には旧宗主国イギリスをはじめとする欧州機、近年ではロシア機やフランス単独開発機、さらにはアメリカ合衆国の技術をベースとした準国産機を多く導入しており、多種多様な機体を擁している。
2019年2月、インド空軍機がカシミール地方のパキスタン実効支配地域を爆撃中、パキスタン側の応戦により1機が撃墜。パイロットは捕虜となったが、翌月、インドに帰還している。
2025年5月に発生したパキスタンとの紛争では、双方の空軍がカシミール地方上空で大規模な航空戦を展開。双方が損害を出す中で、少なくともインド軍のラファール1機が撃墜されている。

## 航空機

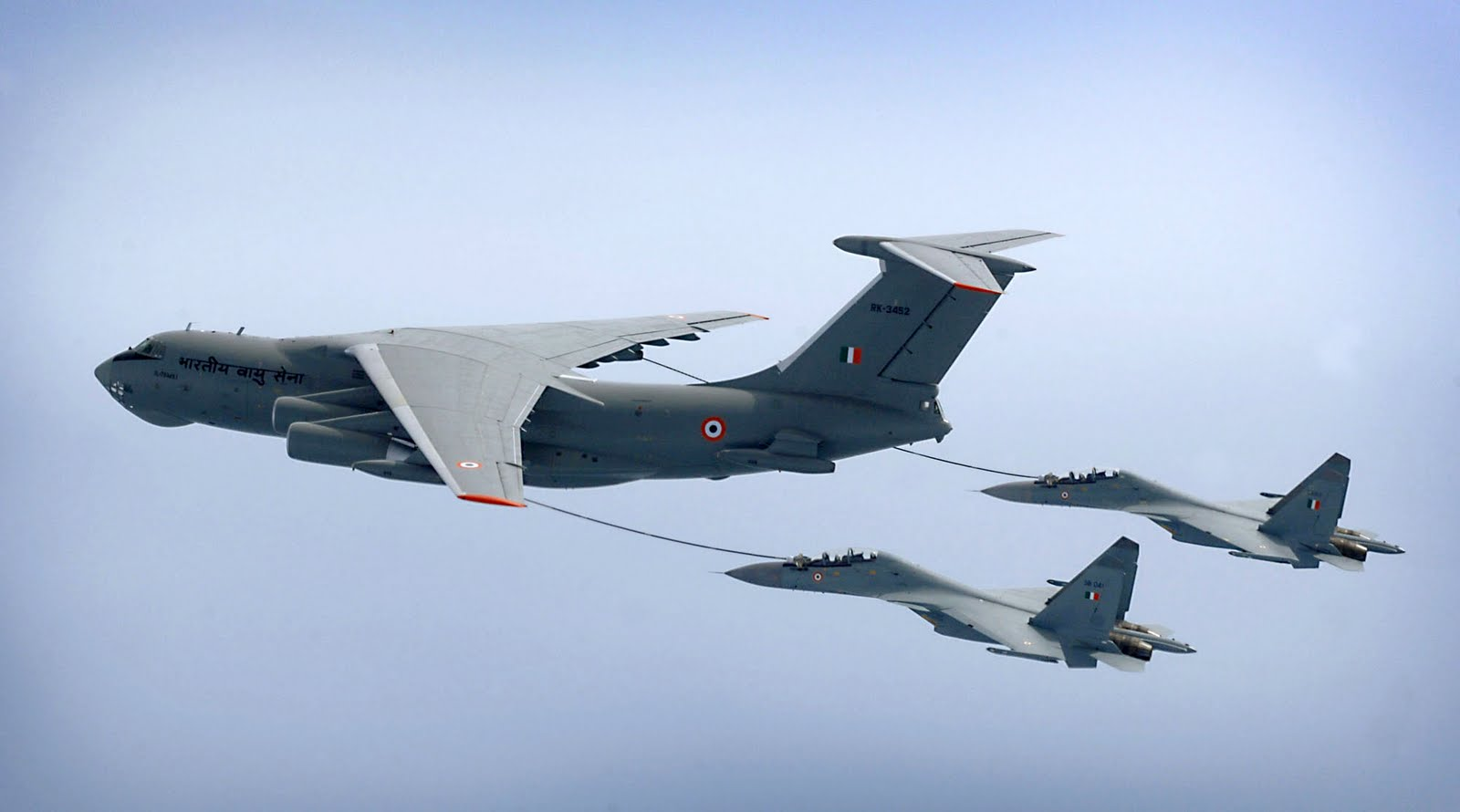
Il-78MKIから空中給油を受けるSu-30MKI

主な戦闘機は、ロシア製のMiG-21bison、MiG-29B、Su-30MKI、フランス製のミラージュ2000、ラファールがあり、攻撃機としては、ジャギュアを運用している。国産では過去にマルートを開発運用し、現在もLCA計画による軽戦闘機のテジャスの開発を進めている。
このうち、MiG-21は1964年以来946機が調達され、うち476機が事故で失われている。2011年頃には約200機が運用されており、そのうち121機はMiG-21bisonへと改修されている。FL/M/MF/bisなどが存在したが、初期に導入されたFL型が2013年には退役した。MiG-21bisonは2017年までの、それ以外のMiG-21はより早い退役が予定されていたが後継機の調達難航もあり退役が遅れている。MiG-27MLは2019年12月27日に退役した。
MiG-21にかわって主力となったのがSu-30MKIである。Su-30は1996年11月30日にインドが50機（MK8機、K10機、MKI32機）の購入契約を交わし、1997年3月からSu-30MK及びKがSu-30MKI完成までの繋ぎとして引き渡しが開始された。のちにこの18機はロシアに返却され、ベラルーシにおいてKN仕様へと改修されており、最終的にアンゴラが取得した。2002年からはSu-30MKIの引き渡しが開始され、さらに222機がインドでライセンス生産されつつある。2011年1月までに、Su-30MKIは142機が納入された。
2007年からSu-57をベース機としたロシアとの共同開発のFGFAを進めており約250機の購入を予定していたが後に中止された。
2007年には126機の中型多目的戦闘機を新規調達することを決定し（MMRCA、Medium Multi-Role Combat Aircraft計画）、米F-16、F/A-18E/F、露Su-30MKI、MiG-35、欧ユーロファイター、スウェーデングリペン、仏ラファールなどが検討された。インドは、ロシアのSu-57開発に資金協力しており、ロシア機の導入が有力視されていたが、最終候補にはユーロファイターとラファールの二種類が残った。2012年2月1日、ラファールが独占交渉入りした。しかしその後ラファールはライセンス生産の交渉難航から36機の輸入の予定にとどまり、2016年には戦闘機約150機のライセンス生産の選定を開始している。選定にはロッキード・マーティンのF-16やサーブのグリペンなどが応じている。
2020年、インド国防省はMig-29を21機、Su-30MKIを12機を購入することを発表。また保有するMig-29のうち59機を改修することを発表した。
2009年5月25日、インド空軍にA-50早期警戒管制機が引き渡された。同機には、IL-76輸送機をベースにイスラエル製のEL/W-2090(en)早期警戒管制システムが搭載されている。インド空軍は既に3機のAWACSを購入済みで、引き渡しを待っているが、さらに3機の追加購入交渉に入っているという。
輸送機はIl-76やAn-32を主力としていたが、近年C-17やC-130Jなどアメリカの機体を導入している。2011年12月20日、C-130J輸送機の6機の引き渡しが行われ、さらに6機が導入予定である。

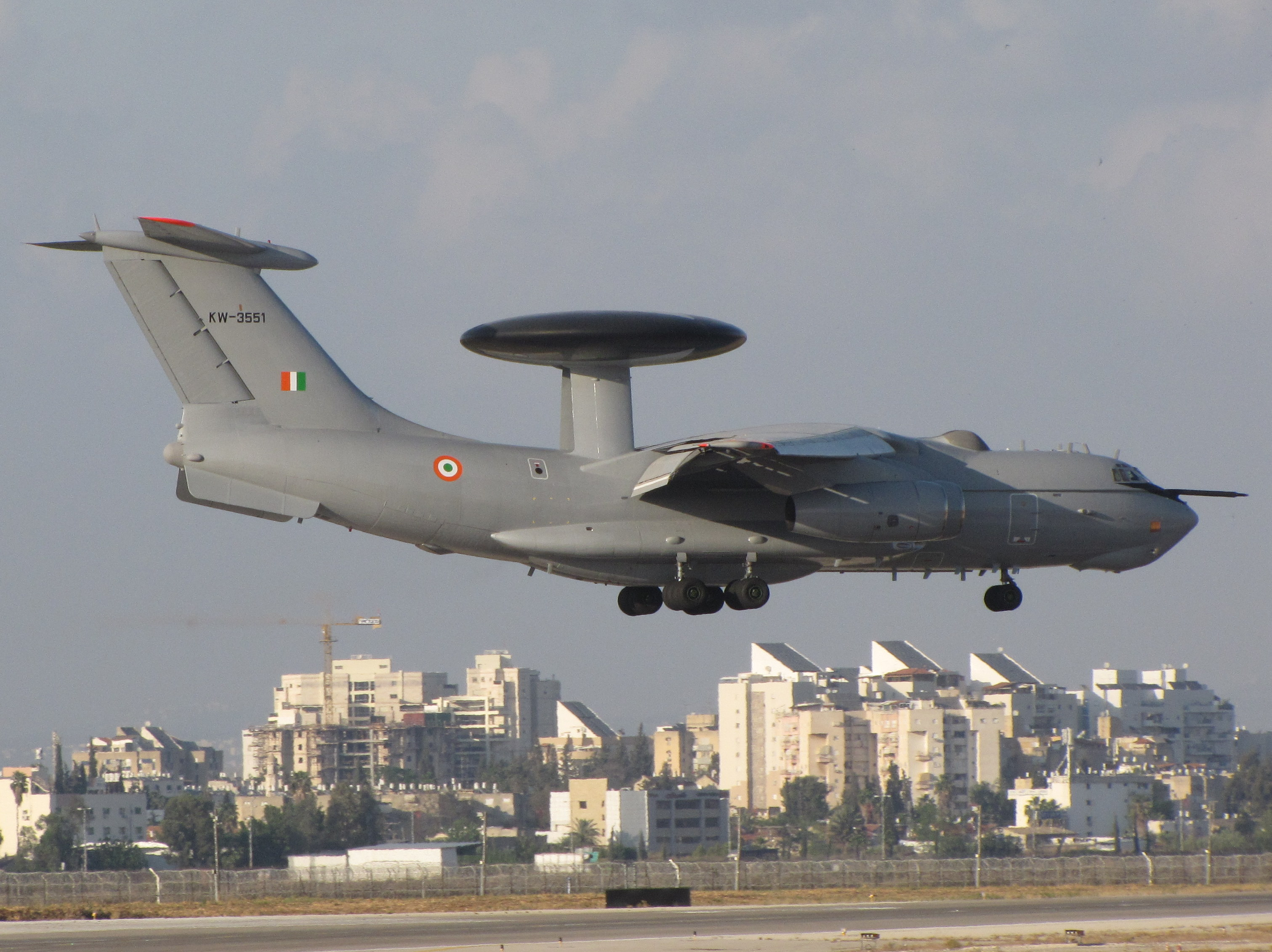
A-50
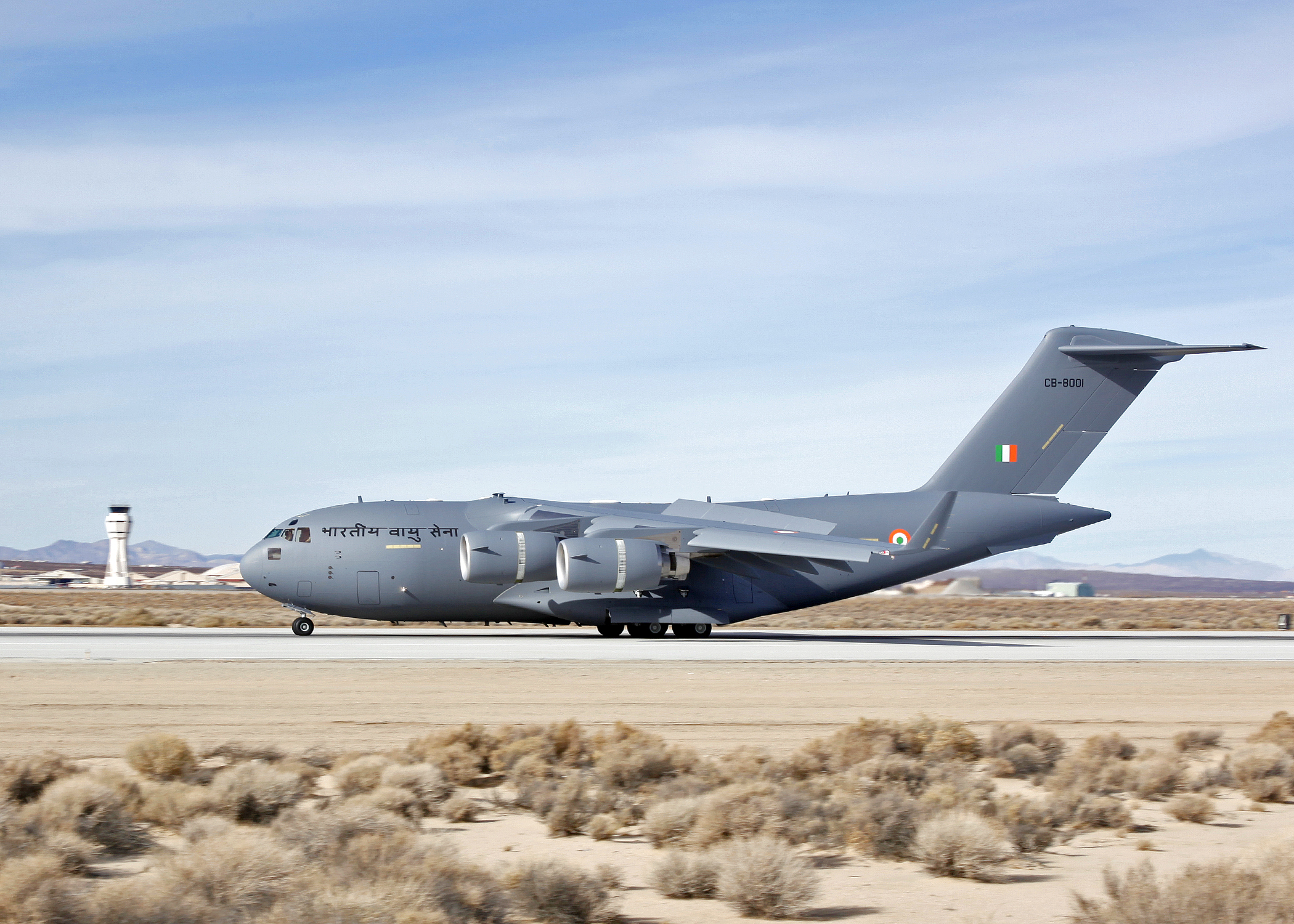
C-17A グローブマスターIII
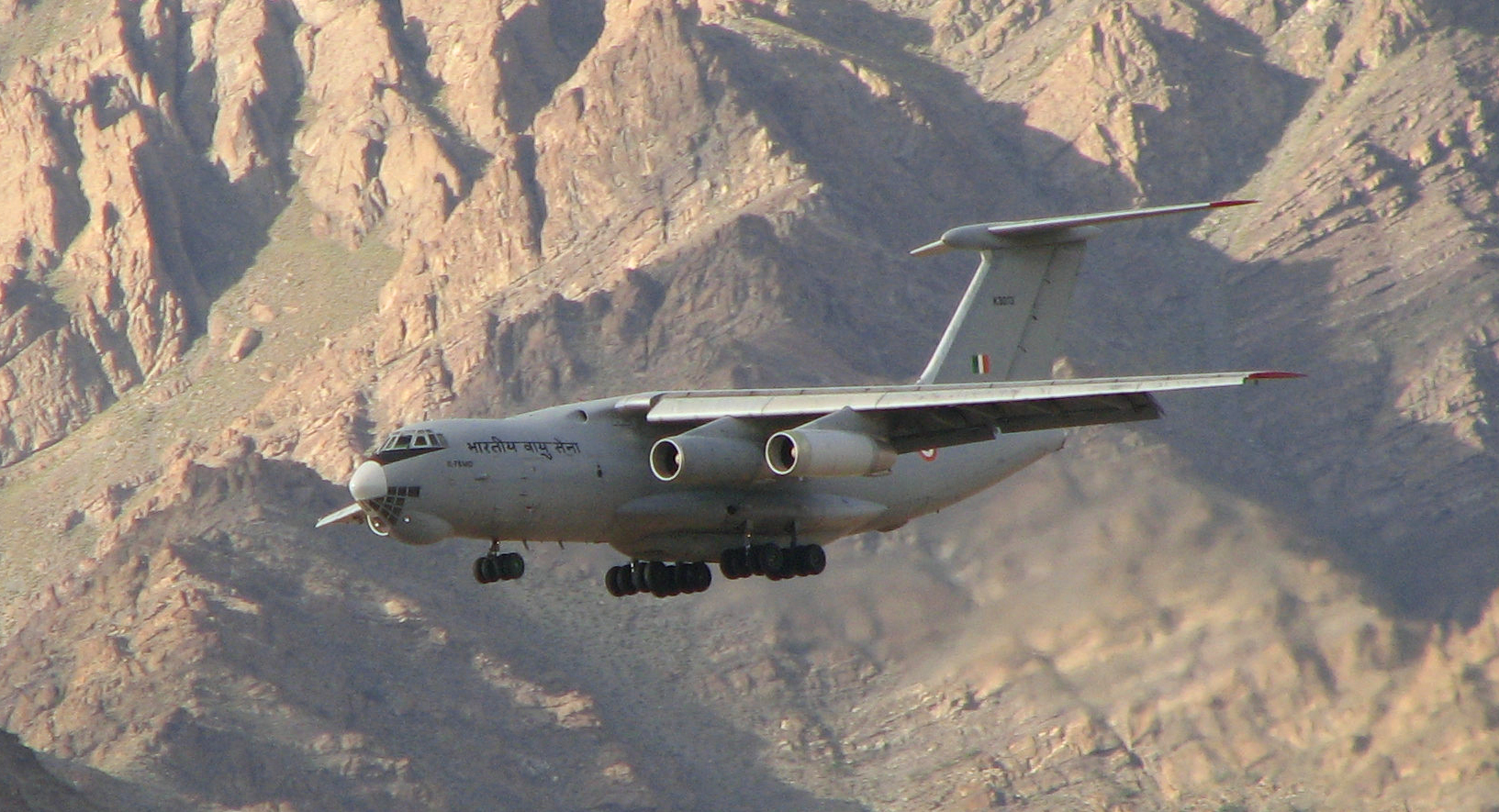
Il-76MD

インド空軍の練習体系は、HPT-32初等練習機、HJT-16中高等練習機と国産機によっていたが、高等練習機HJT-16Mk.2を更新する形で英ホークMk132高等練習機66機の導入を決めており、2008年2月から順次配備を始めている。2010年にはさらに40機が空軍に、17機が海軍に調達される契約がなされた。新中等練習機は国産のHJT-36が開発中であるが遅延しており、初等練習機もHPT-32が退役しピラタス PC-7に置き換えられた。
またヘリコプターはHAL Chetak、Mi-8、Mi-17、Mi-35等を運用してきた。2008年に入ってインド国防省はChetakなどのヘリについて、老朽化・旧式化・陳腐化対策や、今後、周辺国との水源争いによる高地作戦の重要性が高まることなどから、運用しやすい軽ヘリコプター384機（空軍には125機、残り259機は陸軍向け）の新規調達を決定し、米ベル、欧ユーロコプター、アグスタウェストランド、印HAL、露カモフ等に打診した。その後空軍はMi-17V5を計59機、ドゥルーブを65機以上の調達を決定している。
さらに、2008年5月末には、ニューデリーに配備されているMi-35部隊の更新用として、攻撃ヘリコプター22機の新規調達を計画した。この計画では最終的に最新型の米AH-64Eが選定された。2015年に発注され、2020年7月までに納入が行われた。
インディラ・ガンジー国際空港に隣接したインド空軍博物館に過去使用したさまざまな機体を保管・展示している。

## 曲技飛行隊
曲技飛行隊として、1996年5月27日にインド空軍創設50周年を機に編成されたスリヤキラン・アクロバットチーム（SKAT）と2003年10月に編成された4機のドゥルーブによる飛行隊サラン・ディスプレイチームがある。SKATはHJT-16キランMk.II 4機で創設されたが、2015年にBAEホークMk.132 9機に機種更新し、アジアでは唯一の9機体制の曲技飛行隊として運用されている。

## 特殊部隊

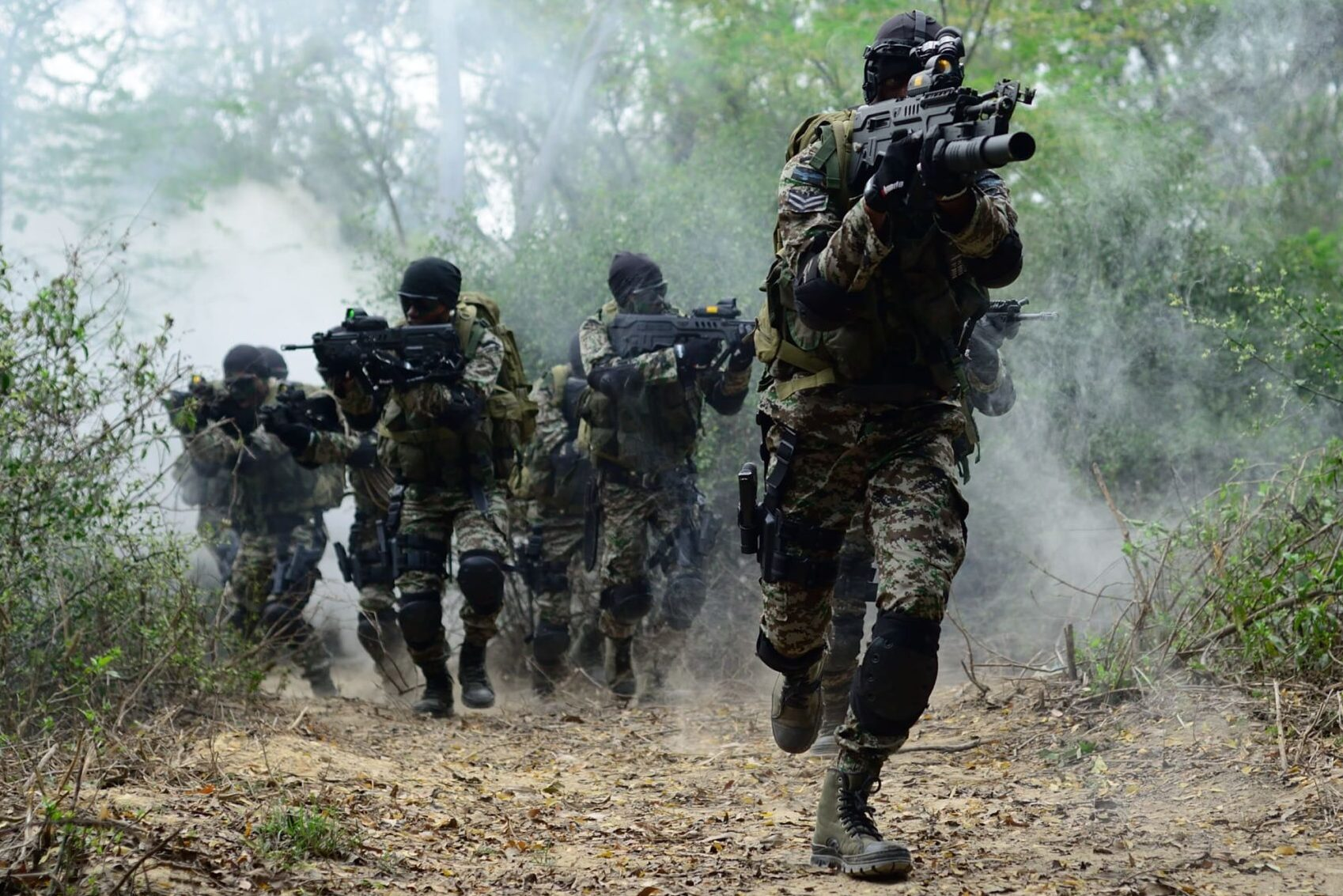
ガルダ・コマンド部隊

ガルダ・コマンド部隊 (Garud Commando Force) は、インド空軍の特殊部隊。1,500人から2,000人の隊員が所属しており、特殊偵察、エアボーン、ヘリボーン、対テロ作戦を実行する。
他のインド軍特殊部隊同様IMI タボールAR21、AKMを使用する。